# Эр (приток Сены)
Эр (фр. Eure) — река на севере Франции, левый приток нижней Сены. Длина 229 км.
Эр начинается на высоте около 240 м над уровнем моря в горах Перш, вытекая из пруда Шеврёй на территории коммуны Лоньи-ле-Виллаж в департаменте Орн; далее протекает по департаменту Эр и Луар и впадает в Сену в коммуне Сен-Пьер-лез-Эльбёф (департамент Эр) выше Руана.
Основные притоки: Друэт и Вегр (правые), а также Донет, Блез, Авр и Итон (левые).